# Usteški okraj
Usteški okraj (češko Ústecký kraj) je administrativna enota (okraj) Češke republike. Leži na severozahodu države in meji na severu na Nemčijo, od čeških okrajev pa od zahoda proti vzhodu na Karlovarski okraj, Osrednječeški okraj‎ in Libereški okraj. Glavno mesto so Ústí nad Labem (okoli 90.000 prebivalcev, 2022), po katerem se imenuje. Skupaj s Karlovarskim okrajem tvori statistično regijo Severozahodna Češka. Deli se na sedem okrožij. V Litoměřicah (približno 24.000 prebivalcev) je sedež rimskokatoliške škofije za to območje.
Na severu in zahodu okraja blizu meje z Nemčijo se razprostirajo starodavna hribovja, predvsem Krušné hory, ki so tradicionalno pomembna kot bogat vir rjavega premoga. Ob njihovem južnem vznožju so se razvila industrijska središča (Chomutov, Most, Teplice). Poleg naštetih sta večji mesti oz. središči okrožij še Děčín in Louny. Nižavja v dolini Labe so znana po pridelavi sadja, zelenjave in hmelja, pravijo jim »vrt Češke«. V novejših časih se razvija tudi vinogradništvo.

## Upravna delitev
Usteški okraj se nadalje deli na sedem okrožij (okres).
| Okrožje             | Prebivalcev (1. 1. 2020) | Površina [km²] | Gostota preb. [/km²] | Št. občin |
| ------------------- | ------------------------ | -------------- | -------------------- | --------- |
| Děčín (DC)          | 129.542                  | 909            | 143                  | 52        |
| Chomutov (CV)       | 124.946                  | 935            | 134                  | 44        |
| Litoměřice (LT)     | 119.668                  | 1032           | 116                  | 105       |
| Louny (LN)          | 86.691                   | 1118           | 78                   | 70        |
| Most (MO)           | 111.708                  | 467            | 239                  | 26        |
| Teplice (TP)        | 129.072                  | 469            | 275                  | 34        |
| Ústí nad Labem (UL) | 119.338                  | 405            | 295                  | 23        |
| Skupaj              | 820.965                  |                |                      |           |